# Aranedra millsi
Aranedra millsi är en stekelart som beskrevs av Burks 1971. Aranedra millsi ingår i släktet Aranedra och familjen kragglanssteklar.
Artens utbredningsområde är:
- Costa Rica.
- Ecuador.

Inga underarter finns listade.